# Crypturellus atrocapillus
A Crypturellus atrocapillus a tinamualakúak (Tinamiformes) rendjébe, ezen belül a tinamufélék (Tinamidae) családjába tartozó faj.

## Rendszerezése
A fajt Johann Jakob von Tschudi svájci ornitológus írta le 1844-ben, a Crypturus nembe Crypturus atro-capillus néven.

## Alfajai
- Crypturellus atrocapillus atrocapillus (Tschudi, 1844)
- Crypturellus atrocapillus garleppi (von Berlepsch, 1892)[2]

## Előfordulása
Dél-Amerikában, Bolívia, Brazília és Peru területén honos. Természetes élőhelyei a szubtrópusi és trópusi síkvidéki és hegyi esőerdők, valamint mocsári erdők. Állandó, nem vonuló faj.

## Megjelenése
Testhossza 31 centiméter.

## Természetvédelmi helyzete
Az elterjedési területe nagy, egyedszáma ugyan csökken, de még nem éri el a kritikus szintet. A Természetvédelmi Világszövetség Vörös listáján nem fenyegetett fajként szerepel.